# Resultados do Campeonato Mundial de Atletismo de 2001
Este artigo contém os resultados detalhados dos Campeonatos Mundiais de Atletismo de 2001, disputados na cidade de Edmonton, no Canadá.
| Corridas: 100 m - 200 m - 400 m - 800 m - 1500 m - 5000 m - 10000 m - Maratona Obstáculos: 100 m barreiras - 110 m barreiras - 400 m barreiras - 3000 metros obstáculos Marcha: 20 km marcha - 50 km marcha Saltos: Altura - Comprimento - Triplo - Vara Lançamentos: Peso - Disco - Dardo - Martelo Estafetas: 4 x 100 m - 4 x 400 m Provas combinadas: Decatlo - Heptatlo |

## Resultados

### 100 metros
| Pos. | Atleta            | País                  | Marca      |
| ---- | ----------------- | --------------------- | ---------- |
| 1    | Maurice Greene    | Estados Unidos        | 9"82 (WL)  |
| 2    | Bernard Williams  | Estados Unidos        | 9"94 (PB)  |
| 3    | Ato Boldon        | Trinidad e Tobago     | 9"98       |
| 4    | Dwain Chambers    | Reino Unido           | 9"99       |
| 5    | Kim Collins       | São Cristóvão e Neves | 10"07      |
| 6    | Christian Malcolm | Reino Unido           | 10"11 (PB) |
| 7    | Abdul Aziz Zakari | Gana                  | 10"24      |
| —    | Tim Montgomery    | Estados Unidos        | DQ         |

Vento desfavorável: -0.2 m/s
| Pos. | Atleta                   | País           | Marca      |
| ---- | ------------------------ | -------------- | ---------- |
| 1    | Zhanna Pintusevich-Block | Ucrânia        | 10"82 (WL) |
| 2    | Ekateríni Thánou         | Grécia         | 10"91      |
| 3    | Chandra Sturrup          | Bahamas        | 11"02      |
| 4    | Chryste Gaines           | Estados Unidos | 11"06      |
| 5    | Debbie Ferguson          | Bahamas        | 11"13      |
| 6    | Mercy Nku                | Nigéria        | 11"17      |
| —    | Kelli White              | Estados Unidos | DQ         |
| —    | Marion Jones             | Estados Unidos | DQ         |

Vento desfavorável: -0.3 m/s

### 200 metros
| Pos. | Atleta                | País                  | Marca     |
| ---- | --------------------- | --------------------- | --------- |
| 1    | Konstantinos Kenteris | Grécia                | 20"04     |
| 2    | Christopher Williams  | Jamaica               | 20"20     |
| 3    | Kim Collins           | São Cristóvão e Neves | 20"20(NR) |
|      | Shawn Crawford        | Estados Unidos        | 20"20     |
| 5    | Christian Malcolm     | Reino Unido           | 20"22     |
| 6    | Stéphane Buckland     | Ilhas Maurícias       | 20"24     |
| 7    | Kevin Little          | Estados Unidos        | 20"25     |
| 8    | Marlon Devonish       | Reino Unido           | 20"38     |

Vento favorável: +0.1 m/s
| Pos. | Atleta             | País           | Marca |
| ---- | ------------------ | -------------- | ----- |
| 1    | Debbie Ferguson    | Bahamas        | 22"52 |
| 2    | LaTasha Jenkins    | Estados Unidos | 22"85 |
| 3    | Cydonie Mothersill | Ilhas Caimã    | 22"88 |
| 4    | Juliet Campbell    | Jamaica        | 22"99 |
| 5    | Alenka Bikar       | Eslovênia      | 23"00 |
| 6    | Myriam Léonie Mani | Camarões       | 23"15 |
| —    | Kelli White        | Estados Unidos | DQ    |
| —    | Marion Jones       | Estados Unidos | DQ    |

Vento desfavorável: -0.8 m/s

### 400 metros
| Pos. | Atleta             | País            | Marca |
| ---- | ------------------ | --------------- | ----- |
| 1    | Avard Moncur       | Bahamas         | 44"64 |
| 2    | Ingo Schultz       | Alemanha        | 44"87 |
| 3    | Gregory Haughton   | Jamaica         | 44"98 |
| 4    | Eric Milazar       | Ilhas Maurícias | 45"13 |
| 5    | Hamdan O. Al-Bishi | Arábia Saudita  | 45"23 |
| 6    | Alleyne Francique  | Granada         | 46"23 |
| —    | Robert Mackowiak   | Polónia         | DNF   |
| —    | Antonio Pettigrew  | Estados Unidos  | DQ    |

| Pos. | Atleta           | País     | Marca      |
| ---- | ---------------- | -------- | ---------- |
| 1    | Amy Mbacke Thiam | Senegal  | 49"86 (NR) |
| 2    | Lorraine Fenton  | Jamaica  | 49"88      |
| 3    | Ana Guevara      | México   | 49"97      |
| 4    | Grit Breuer      | Alemanha | 50"49      |
| 5    | Kaltouma Nadjina | Chade    | 50"80      |
| 6    | Olesya Zykina    | Rússia   | 50"93      |
| 7    | Mireille Nguimgo | Camarões | 51"97      |
| —    | Falilat Ogunkoya | Nigéria  | DNF        |

### 800 metros
| Pos. | Atleta             | País          | Marca        |
| ---- | ------------------ | ------------- | ------------ |
| 1    | André Bucher       | Suíça         | 1'43"70      |
| 2    | Wilfred Bungei     | Quênia        | 1'44"55      |
| 3    | Pawel Czapiewski   | Polónia       | 1'44"63 (PB) |
| 4    | William Yiampoy    | Quênia        | 1'44"96      |
| 5    | Nils Schumann      | Alemanha      | 1'45"00      |
| 6    | Mbulaeni Mulaudzi  | África do Sul | 1'45"01      |
| 7    | Khalid Tighazouine | Marrocos      | 1'45"58      |
| 8    | Hezekiél Sepeng    | África do Sul | 1'46"68      |

| Pos. | Atleta           | País        | Marca        |
| ---- | ---------------- | ----------- | ------------ |
| 1    | Maria Mutola     | Moçambique  | 1'57"17      |
| 2    | Stephanie Graf   | Áustria     | 1'57"20      |
| 3    | Letitia Vriesde  | Suriname    | 1'57"35      |
| 4    | Faith Macharia   | Quênia      | 1'58"98      |
| 5    | Diane Cummins    | Canadá      | 1'59"49 (PB) |
| 6    | Kelly Holmes     | Reino Unido | 1'59"76      |
| 7    | Mayte Martínez   | Espanha     | 2'00"09      |
| 8    | Ivonne Teichmann | Alemanha    | 2'04"33      |

### 1500 metros
| Pos. | Atleta               | País     | Marca   |
| ---- | -------------------- | -------- | ------- |
| 1    | Hicham El Guerrouj   | Marrocos | 3'30"68 |
| 2    | Bernard Lagat        | Quênia   | 3'31"10 |
| 3    | Driss Maazouzi       | França   | 3'31"54 |
| 4    | William Chirchir     | Quênia   | 3'31"91 |
| 5    | Reyes Estévez        | Canadá   | 3'32"34 |
| 6    | José Antonio Redolat | Espanha  | 3'34"29 |
| 7    | Rui Silva            | Portugal | 3'35"74 |
| 8    | Abdelkader Hachlaf   | Marrocos | 3'36"54 |

| Pos. | Atleta            | País         | Marca   |
| ---- | ----------------- | ------------ | ------- |
| 1    | Gabriela Szabo    | Roménia      | 4'00"54 |
| 2    | Violeta Szekely   | Roménia      | 4'01"70 |
| 3    | Natalya Gorelova  | Rússia       | 4'02"40 |
| 4    | Carla Sacramento  | Portugal     | 4'03"96 |
| 5    | Lidia Chojecka    | Polónia      | 4'06"70 |
| 6    | Natalia Rodríguez | Espanha      | 4'07"10 |
| 7    | Alesya Turova     | Bielorrússia | 4'07"25 |
| 8    | Süreyya Ayhan     | Turquia      | 4'08"17 |

### 5000 metros
| Pos. | Atleta         | País    | Marca    |
| ---- | -------------- | ------- | -------- |
| 1    | Richard Limo   | Quênia  | 13'00"77 |
| 2    | Millon Wolde   | Etiópia | 13'03"47 |
| 3    | John Kibowen   | Quênia  | 13'15"20 |
| 4    | Alberto García | Espanha | 13'05"60 |
| 5    | Ismaïl Sghyr   | França  | 13'07"71 |
| 6    | Sammy Kipketer | Quênia  | 13'08"46 |
| 7    | Abiyote Abate  | Etiópia | 13'14"07 |
| 8    | Hailu Mekonnen | Etiópia | 13'20"24 |

| Pos. | Atleta              | País     | Marca    |
| ---- | ------------------- | -------- | -------- |
| 1    | Olga Yegorova       | Rússia   | 15'03"39 |
| 2    | Marta Domínguez     | Espanha  | 15'06"59 |
| 3    | Ayelech Worku       | Etiópia  | 15'10"17 |
| 4    | Dong Yanmei         | China    | 15'10"73 |
| 5    | Irina Mikitenko     | Alemanha | 15'13"93 |
| 6    | Yelena Zadorozhnaya | Rússia   | 15'16"15 |
| 7    | Edith Masai         | Quênia   | 15'17"67 |
| 8    | Gabriela Szabo      | Roménia  | 15'19"55 |

### 10000 metros
| Pos. | Atleta               | País    | Marca    |
| ---- | -------------------- | ------- | -------- |
| 1    | Charles Kamathi      | Quênia  | 27'53"25 |
| 2    | Assefa Mezgebu       | Etiópia | 27'53"97 |
| 3    | Haile Gebrselassie   | Etiópia | 27'54"41 |
| 4    | Yibeltal Admassu     | Etiópia | 27'55"24 |
| 5    | Fabián Roncero       | Espanha | 27'56"07 |
| 6    | José Ríos            | Espanha | 27'56"58 |
| 7    | Paul Kosgei          | Quênia  | 27'57"56 |
| 8    | John Cheruiyot Korir | Quênia  | 27'58"06 |

| Pos. | Atleta           | País        | Marca    |
| ---- | ---------------- | ----------- | -------- |
| 1    | Derartu Tulu     | Etiópia     | 31'48"81 |
| 2    | Berhane Adere    | Etiópia     | 31'48"85 |
| 3    | Gete Wami        | Etiópia     | 31'49"98 |
| 4    | Paula Radcliffe  | Reino Unido | 31'50"06 |
| 5    | Mihaela Botezan  | Roménia     | 32'03"46 |
| 6    | Lyudmila Petrova | Rússia      | 32'04"94 |
| 7    | Asmae Leghzaoui  | Marrocos    | 32'06"35 |
| 8    | Yamna Belkacem   | França      | 32'09"21 |

### Maratona
| Pos. | Atleta                | País     | Marca   |
| ---- | --------------------- | -------- | ------- |
| 1    | Gezahegne Abera       | Etiópia  | 2h12'42 |
| 2    | Simon Biwott          | Quênia   | 2h12'43 |
| 3    | Stefano Baldini       | Itália   | 2h13'18 |
| 4    | Tesfaye Tola          | Etiópia  | 2h13'58 |
| 5    | Shigeru Aburaya       | Japão    | 2h14'07 |
| 6    | Abdelkader El Mouaziz | Marrocos | 2h15'41 |
| 7    | Tesfaye Jifar         | Etiópia  | 2h16'52 |
| 8    | Yoshiteru Morishita   | Japão    | 2h17'05 |

| Pos. | Atleta             | País     | Marca       |
| ---- | ------------------ | -------- | ----------- |
| 1    | Lidia Simon        | Roménia  | 2h26'01     |
| 2    | Reiko Tosa         | Japão    | 2h26'06     |
| 3    | Svetlana Zakharova | Rússia   | 2h26'18     |
| 4    | Yoko Shibui        | Japão    | 2h26'33     |
| 5    | Sonja Krolik       | Alemanha | 2h28'17     |
| 6    | Florence Barsosio  | Quênia   | 2h28'36     |
| 7    | Shitaye Gemeche    | Etiópia  | 2h28'40(PB) |
| 8    | Lyubov Morgunova   | Rússia   | 2h28'54     |

### 20 km marcha
| Pos. | Atleta             | País      | Marca   |
| ---- | ------------------ | --------- | ------- |
| 1    | Roman Rasskazov    | Rússia    | 1h20'31 |
| 2    | Ilya Markov        | Rússia    | 1h20'33 |
| 3    | Viktor Burayev     | Rússia    | 1h20'36 |
| 4    | Nathan Deakes      | Austrália | 1h20'55 |
| 5    | David Márquez      | Espanha   | 1h21'09 |
| 6    | Joel Sánchez       | México    | 1h22'05 |
| 7    | Satoshi Yanagisawa | Japão     | 1h22'11 |
| 8    | Jefferson Pérez    | Equador   | 1h22'20 |

| Pos. | Atleta                | País         | Marca        |
| ---- | --------------------- | ------------ | ------------ |
| 1    | Olimpiada Ivanova     | Rússia       | 1h27'48 (CR) |
| 2    | Valentina Tsybulskaya | Bielorrússia | 1h28'49      |
| 3    | Elisabetta Perrone    | Itália       | 1h28'56      |
| 4    | Erica Alfridi         | Itália       | 1h29'48      |
| 5    | Maria Vasco           | Espanha      | 1h30'19      |
| 6    | Norica Cimpean        | Roménia      | 1h30'39      |
| 7    | Melanie Seeger        | Alemanha     | 1h30'41 (NR) |
| 8    | Annarita Sidoti       | Itália       | 1h31'40      |

### 50 km marcha
| Pos. | Atleta              | País           | Marca        |
| ---- | ------------------- | -------------- | ------------ |
| 1    | Robert Korzeniowski | Polónia        | 3h42'08 (WL) |
| 2    | Jesús Ángel García  | Espanha        | 3h43'07      |
| 3    | Edgar Hernandez     | México         | 3h46'12 (PB) |
| 4    | Aigars Fadejevs     | Letônia        | 3h46'20      |
| 5    | Vladimir Potemin    | Rússia         | 3h46'53      |
| 6    | Valentí Massana     | Espanha        | 3h48'28      |
| 7    | Curt Clausen        | Estados Unidos | 3h50'46      |
| 8    | Marco Giungi        | Itália         | 3h51'09      |

### 110 metros barreiras/100 metros barreiras
| Pos. | Atleta             | País           | Marca      |
| ---- | ------------------ | -------------- | ---------- |
| 1    | Allen Johnson      | Estados Unidos | 13"04 (WL) |
| 2    | Anier García       | Cuba           | 13"07      |
| 3    | Dudley Dorival     | Haiti          | 13"25 (NR) |
| 4    | Yoel Hernández     | Cuba           | 13"30      |
| 5    | Robert Kronberg    | Suécia         | 13"51      |
| 6    | Yevgeniy Pechonkin | Rússia         | 13"52      |
| 7    | Dawane Wallace     | Estados Unidos | 13"76      |
| 8    | Shaun Bownes       | África do Sul  | 13"84      |

Vento desfavorável: -0.3 m/s
| Pos. | Atleta             | País           | Marca      |
| ---- | ------------------ | -------------- | ---------- |
| 1    | Anjanette Kirkland | Estados Unidos | 12"42 (WL) |
| 2    | Gail Devers        | Estados Unidos | 12"54      |
| 3    | Olga Shishigina    | Cazaquistão    | 12"58      |
| 4    | Svetla Dimitrova   | Bulgária       | 12"58      |
| 5    | Jenny Adams        | Estados Unidos | 12"95 (PB) |
| 6    | Dionne Rose-Henley | Jamaica        | 12"79      |
| 7    | Linda Ferga        | França         | 12"80      |
| 8    | Vonette Dixon      | Jamaica        | 13"02      |

Vento favorável: +2.0 m/s

### 400 metros barreiras
| Pos. | Atleta                  | País                 | Marca      |
| ---- | ----------------------- | -------------------- | ---------- |
| 1    | Felix Sánchez           | República Dominicana | 47"49 (WL) |
| 2    | Fabrizio Mori           | Itália               | 47"54 (NR) |
| 3    | Dai Tamesue             | Japão                | 47"89 (NR) |
| 4    | Hadi Soua'an Al-Somaily | Arábia Saudita       | 47"99      |
| 5    | Christopher Rawlinson   | Reino Unido          | 48"54      |
| 6    | Paweł Januszewski       | Polónia              | 48"57      |
| 7    | Jirí Muzik              | Chéquia              | 49"07      |
| —    | Boris Gorban            | Rússia               | DQ         |

| Pos. | Atleta              | País           | Marca      |
| ---- | ------------------- | -------------- | ---------- |
| 1    | Nezha Bidouane      | Marrocos       | 53"34 (WL) |
| 2    | Yuliya Pechonkina   | Rússia         | 54"27      |
| 3    | Daimí Pernía        | Cuba           | 54"51      |
| 4    | Tonja Buford-Bailey | Estados Unidos | 54"55      |
| 5    | Debbie-Ann Parris   | Jamaica        | 54"68      |
| 6    | Ionela Tirlea       | Roménia        | 55"36      |
| 7    | Deon Hemmings       | Jamaica        | 55"83      |
| 8    | Sandra Glover       | Estados Unidos | 57"42      |

### 3000 metros obstáculos
| Pos. | Atleta                    | País     | Marca   |
| ---- | ------------------------- | -------- | ------- |
| 1    | Reuben Kosgei             | Quênia   | 8'15"16 |
| 2    | Ali Ezzine                | Marrocos | 8'16"21 |
| 3    | Bernard Barmasai          | Quênia   | 8'16"59 |
| 4    | Luis Miguel Martín        | Espanha  | 8'18"87 |
| 5    | Bouabdellah Tahri         | França   | 8'19"56 |
| 6    | Antonio Jiménez           | Espanha  | 8'19"82 |
| 7    | Khamis Abdullah Saifeldin | Catar    | 8'20"01 |
| 8    | Raymond Yator             | Quênia   | 8'20"87 |

### Estafeta 4 x 100 metros
| Pos. | Atleta                                                                                            | País              | Marca      |
| ---- | ------------------------------------------------------------------------------------------------- | ----------------- | ---------- |
| 1    | Morne Nagel Corne du Plessis Lee-Roy Newton Matthew Quinn                                         | África do Sul     | 38"47 (NR) |
| 2    | Marc Burns Ato Boldon Jacey Harper Darrel Brown                                                   | Trinidad e Tobago | 38"58 (NR) |
| 3    | Matthew Shirvington Paul Di Bella Steve Brimacombe Adam Basil                                     | Austrália         | 38"83      |
| 4    | Ryo Matsuda Shingo Suetsugu Toshiyuki Fujimoto Nobuharu Asahara                                   | Japão             | 38"96      |
| 5    | Jean-Marie Irie KoAhmed Douhou Yves Sonan Eric Pacôme N'Dri                                       | Costa do Marfim   | 39"18      |
| 6    | Ryszard Pilarczyk Łukasz Chyła Piotr Balcerzak Marcin Jędrusiński                                 | Polónia           | 39"71      |
| —    | Cláudio Roberto de Souza Édson Luciano Ribeiro André Domingos da Silva Claudinei Quirino da Silva | Brasil            | DNF        |
| —    | Mickey Grimes Bernard Williams Dennis Mitchell Tim Montgomery                                     | Estados Unidos    | DQ         |

| Pos. | Atleta                                                           | País           | Marca |
| ---- | ---------------------------------------------------------------- | -------------- | ----- |
| 1    | Melanie Paschke Gabi Rockmeier Birgit Rockmeier Marion Wagner    | Alemanha       | 42"32 |
| 2    | Sylviane Félix Frédérique Bangué Muriel Hurtis Odiah Sidibé      | França         | 42"39 |
| 3    | Juliet Campbell Merlene Frazer Beverly McDonald Astia Walker     | Jamaica        | 42"40 |
| 4    | Chioma Ajunwa Endurance Ojokolo Mercy Nku Mary Onyali-Omagbemi   | Nigéria        | 42"52 |
| 5    | Marcia Richardson Sarah Wilhelmy Vernicha James Abiodun Oyepitan | Reino Unido    | 42"60 |
| 6    | Yeoryía Koklóni Effrosíni Patsoú Ólga Kaidantzí Ekateríni Thánou | Grécia         | 43"25 |
| 7    | Natalya Ignatova Irina Khabarova Marina Kislova Larisa Kruglova  | Rússia         | 43"58 |
| —    | Kelli White Chryste Gaines Inger Miller Marion Jones             | Estados Unidos | DQ    |

### Estafeta 4 x 400 metros
| Pos. | Atleta                                                                                  | País           | Marca        |
| ---- | --------------------------------------------------------------------------------------- | -------------- | ------------ |
| 1    | Avard Moncur Christopher Brown Troy McIntosh Timothy Munnings                           | Bahamas        | 2'58"19 (NR) |
| 2    | Brandon Simpson Christopher Williams Gregory Haughton Danny McFarlane                   | Jamaica        | 2'58"39      |
| 3    | Rafal Wieruszewski Piotr Haczek Piotr Dlugosielski Piotr Rysiukiewicz                   | Polónia        | 2'59"71      |
| 4    | Valdinei Abilio da Silva Anderson Jorge dos Santos Flávio Godoy Sanderlei Claro Parrela | Brasil         | 3'01"09      |
| 5    | Iwan Thomas Jamie Baulch Timothy Benjamin Mark Richardson                               | Reino Unido    | 3'01"26      |
| 6    | Eduardo Iván Rodríguez David Canal Antonio Andrés Antonio Manuel Reina                  | Espanha        | 3'02"24      |
| 7    | Marc Alexander Scheer Ruwen Faller Lars Figura Ingo Schultz                             | Alemanha       | 3'03"52      |
| 8    | Leonard Byrd Antonio Pettigrew Derrick Brew Angelo Taylor                               | Estados Unidos | DQ           |

| Pos. | Atleta                                                               | País           | Marca   |
| ---- | -------------------------------------------------------------------- | -------------- | ------- |
| 1    | Sandie Richards Catherine Scott Debbie-Ann Parris Lorraine Fenton    | Jamaica        | 3'20"65 |
| 2    | Florence Ekpo-Umoh Shanta Ghosh Claudia Marx Grit Breuer             | Alemanha       | 3'21"97 |
| 3    | Irina Rosikhina Yuliya Nosova Anastasiya Kapachinskaya Olesya Zykina | Rússia         | 3'24"92 |
| 4    | Jearl Miles-Clark Monique Hennagan Michelle Collins Suziann Reid     | Estados Unidos | 3'26"88 |
| 5    | Lee McConnell Helen Frost Natasha Danvers Catherine Murphy           | Reino Unido    | 3'26"94 |
| 6    | Francine Landre Anita Mormand Sylvanie Morandais Marie-Louise Bévis  | França         | 3'27"54 |
| 7    | Aleksandra Pieluzek Grazyna Prokopek Aneta Lemiesz Malgorzata Pskit  | Polónia        | 3'27"78 |
| 8    | Foy Williams Samantha George Danielle Kot LaDonna Antoine            | Canadá         | 3'27"93 |

### Salto em altura
| Pos. | Atleta             | País     | Marca  |
| ---- | ------------------ | -------- | ------ |
| 1    | Martin Buss        | Alemanha | 2.36 m |
| 2    | Vyacheslav Voronin | Rússia   | 2.33 m |
| 3    | Yaroslav Rybakov   | Rússia   | 2.33 m |
| 4    | Sergey Klyugin     | Rússia   | 2.30 m |
| 4    | Stefan Holm        | Suécia   | 2.30 m |
| 6    | Staffan Strand     | Suécia   | 2.25 m |
| 6    | Mark Boswell       | Canadá   | 2.25 m |
| 8    | Kwaku Boateng      | Canadá   | 2.25 m |

| Pos. | Atleta          | País          | Marca  |
| ---- | --------------- | ------------- | ------ |
| 1    | Hestrie Cloete  | África do Sul | 2.00 m |
| 2    | Inga Babakova   | Ucrânia       | 2.00 m |
| 3    | Kajsa Bergqvist | Suécia        | 1.97 m |
| 4    | Venelina Veneva | Bulgária      | 1.97 m |
| 5    | Vita Palamar    | Ucrânia       | 1.94 m |
| 6    | Blanka Vlašić   | Croácia       | 1.94 m |
| 7    | Monica Iagar    | Roménia       | 1.90 m |
| 7    | Dóra Györffy    | Hungria       | 1.90 m |

### Salto com vara
| Pos. | Atleta              | País           | Marca       |
| ---- | ------------------- | -------------- | ----------- |
| 1    | Dmitri Markov       | Austrália      | 6.05 m (CR) |
| 2    | Aleksandr Averbukh  | Israel         | 5.85 m      |
| 3    | Nick Hysong         | Estados Unidos | 5.85 m      |
| 4    | Michael Stolle      | Alemanha       | 5.85 m      |
| 5    | Romain Mesnil       | França         | 5.85 m      |
| 6    | Christian Tamminga  | Países Baixos  | 5.75 m      |
| 6    | Richard Spiegelburg | Alemanha       | 5.75 m      |
| 8    | Adam Kolasa         | Polónia        | 5.75 m      |

| Pos. | Atleta                 | País           | Marca       |
| ---- | ---------------------- | -------------- | ----------- |
| 1    | Stacy Dragila          | Estados Unidos | 4.75 m (CR) |
| 2    | Svetlana Feofanova     | Rússia         | 4.75 m (CR) |
| 3    | Monika Pyrek           | Polónia        | 4.55 m      |
| 4    | Tatiana Grigorieva     | Austrália      | 4.55 m      |
| 5    | Shuying Gao            | China          | 4.50 m (AR) |
| 6    | Thórey Edda Elisdóttir | Islândia       | 4.45 m      |
| 7    | Yvonne Buschbaum       | Alemanha       | 4.45 m      |
| 8    | Pavla Hamáčková        | Chéquia        | 4.45 m      |

### Salto em comprimento
| Pos. | Atleta                  | País           | Marca  |
| ---- | ----------------------- | -------------- | ------ |
| 1    | Iván Pedroso            | Cuba           | 8.40 m |
| 2    | Savanté Stringfellow    | Estados Unidos | 8.24 m |
| 3    | Carlos Calado           | Portugal       | 8.21 m |
| 4    | Miguel Pate             | Estados Unidos | 8.21 m |
| 5    | Kareem Streete-Thompson | Ilhas Caimã    | 8.10 m |
| 6    | Olexiy Lukashevych      | Ucrânia        | 8.10 m |
| 7    | James Beckford          | Jamaica        | 8.08 m |
| 8    | Dwight Phillips         | Estados Unidos | 7.92 m |

| Pos. | Atleta             | País    | Marca       |
| ---- | ------------------ | ------- | ----------- |
| 1    | Fiona May          | Itália  | 7.02 m      |
| 2    | Tatyana Kotova     | Rússia  | 7.01 m      |
| 3    | Niurka Montalvo    | Espanha | 6.88 m      |
| 4    | Tünde Vaszi        | Hungria | 6.86 m (NR) |
| 5    | Valentina Gotovska | Letônia | 6.84 m      |
| 6    | Níki Xánthou       | Grécia  | 6.76 m      |
| 7    | Maurren Higa Maggi | Brasil  | 6.73 m      |
| 8    | Lyudmila Galkina   | Rússia  | 6.70 m      |

### Triplo salto
| Pos. | Atleta              | País           | Marca        |
| ---- | ------------------- | -------------- | ------------ |
| 1    | Jonathan Edwards    | Reino Unido    | 17.92 m (WL) |
| 2    | Christian Olsson    | Suécia         | 17.47 m      |
| 3    | Igor Spasovkhodskiy | Rússia         | 17.44 m (PB) |
| 4    | Yoel García         | Cuba           | 17.40 m      |
| 5    | Walter Davis        | Estados Unidos | 17.20 m      |
| 6    | Brian Wellman       | Bermudas       | 16.81 m      |
| 7    | Onochie Achike      | Reino Unido    | 16.79 m      |
| 8    | Rostislav Dimitrov  | Bulgária       | 16.72 m      |

| Pos. | Atleta                 | País        | Marca        |
| ---- | ---------------------- | ----------- | ------------ |
| 1    | Tatyana Lebedeva       | Ucrânia     | 15.25 m (WL) |
| 2    | Françoise Mbango Etone | Camarões    | 14.60 m      |
| 3    | Tereza Marinova        | Bulgária    | 14.58 m      |
| 4    | Magdelin Martinez      | Itália      | 14.52 m      |
| 5    | Heli Koivula           | Finlândia   | 14.28 m      |
| 6    | Cristina Nicolau       | Roménia     | 14.17 m      |
| 7    | Ashia Hansen           | Reino Unido | 14.10 m      |
| 8    | Trecia Smith           | Jamaica     | 13.92 m      |

### Arremesso do peso
| Pos. | Atleta          | País           | Marca        |
| ---- | --------------- | -------------- | ------------ |
| 1    | John Godina     | Estados Unidos | 21,87 m      |
| 2    | Adam Nelson     | Estados Unidos | 21,24 m      |
| 3    | Arsi Harju      | Finlândia      | 20,93 m      |
| 4    | Manuel Martínez | Espanha        | 20,91 m      |
| 5    | Dragan Perić    | Iugoslávia     | 20,91 m      |
| 6    | Yuri Bilonoh    | Ucrânia        | 20,83 m      |
| 7    | Conny Karlsson  | Finlândia      | 20,78 m (PB) |
| 8    | Bradley Snyder  | Canadá         | 20,63 m      |

| Pos. | Atleta                  | País         | Marca        |
| ---- | ----------------------- | ------------ | ------------ |
| 1    | Yanina Korolchik        | Bielorrússia | 20,61 m (NR) |
| 2    | Nadine Kleinert-Schmitt | Alemanha     | 19,86 m (PB) |
| 3    | Vita Pavlysh            | Ucrânia      | 19,41 m      |
| 4    | Larisa Peleshenko       | Rússia       | 19,37 m      |
| 5    | Irina Korzhanenko       | Rússia       | 19,35 m      |
| 6    | Astrid Kumbernuss       | Alemanha     | 19,25 m      |
| 7    | Nadezhda Ostapchuk      | Bielorrússia | 18,98 m      |
| 8    | Yumileidi Cumbá         | Cuba         | 18,73 m      |

### Lançamento do disco
| Pos. | Atleta             | País           | Marca        |
| ---- | ------------------ | -------------- | ------------ |
| 1    | Lars Riedel        | Alemanha       | 69,72 m (CR) |
| 2    | Virgilijus Alekna  | Lituânia       | 69,40 m      |
| 3    | Michael Möllenbeck | Alemanha       | 67,61 m (PB) |
| 4    | Dmitriy Shevchenko | Rússia         | 67,57 m (PB) |
| 5    | Adam Setliff       | Estados Unidos | 66,55 m      |
| 6    | Vasiliy Kaptyukh   | Bielorrússia   | 66,25 m      |
| 7    | Roland Varga       | Hungria        | 65,86 m (PB) |
| 8    | Frantz Kruger      | África do Sul  | 65,27 m      |

| Pos. | Atleta              | País           | Marca   |
| ---- | ------------------- | -------------- | ------- |
| 1    | Ellina Zvereva      | Bielorrússia   | 67,10 m |
| 2    | Nicoleta Grasu      | Roménia        | 66,24 m |
| 3    | Anastasía Kelesídou | Grécia         | 65,50 m |
| 4    | Franka Dietzsch     | Alemanha       | 65,38 m |
| 5    | Seilala Sua         | Estados Unidos | 63,74 m |
| 6    | Věra Pospíšilová    | Chéquia        | 61,47 m |
| 7    | Kristin Kuehl       | Estados Unidos | 61,04 m |
| 8    | Anja Mollenbeck     | Alemanha       | 60,49 m |

### Lançamento do dardo
| Pos. | Atleta                 | País           | Marca        |
| ---- | ---------------------- | -------------- | ------------ |
| 1    | Jan Zelezný            | Chéquia        | 92,80 m (CR) |
| 2    | Aki Parviainen         | Finlândia      | 91,31 m      |
| 3    | Konstadinós Gatsioúdis | Grécia         | 89,95 m      |
| 4    | Breaux Greer           | Estados Unidos | 87,00 m (PB) |
| 5    | Raymond Hecht          | Alemanha       | 86,46 m      |
| 6    | Boris Henry            | Alemanha       | 85,52 m      |
| 7    | Sergey Makarov         | Rússia         | 83,64 m      |
| 8    | Eriks Rags             | Suécia         | 82,82 m      |

| Pos. | Atleta               | País      | Marca        |
| ---- | -------------------- | --------- | ------------ |
| 1    | Osleidys Menéndez    | Cuba      | 69,53 m (CR) |
| 2    | Mirela Manjani       | Grécia    | 65,78 m      |
| 3    | Sonia Bisset         | Cuba      | 64,69 m      |
| 4    | Nikola Tomečková     | Chéquia   | 63,11 m      |
| 5    | Steffi Nerius        | Alemanha  | 62,08 m      |
| 6    | Mikaela Ingberg      | Finlândia | 61,94 m      |
| 7    | Xiomara Rivero       | Cuba      | 61,60 m      |
| 8    | Aggelikí Tsiolakoúdi | Grécia    | 61,01 m      |

## Legenda
- WR : Recorde do mundo
- CR : Recorde dos campeonatos
- AR : Recorde continental
- NR : Recorde nacional
- WJR: Recorde mundial junior
- PB : Recorde pessoal
- DQ : Desqualificado
- DNF: Abandono
- DNS: Não partiu